# انریکو فرانتزونی
انریکو فرانتزونی (ایتالیایی: Enrico Franzoi؛ زادهٔ ۸ اوت ۱۹۸۲) دوچرخه‌سوار اهل ایتالیا است.
وی در مسابقات کشوری و بین‌المللی در مجموع برندهٔ ۱ مدال برنز شده‌است.